# Орсенна, Эрик
Эри́к Орсенна́ (фр. Erik Orsenna; род. 22 марта 1947, Париж, Франция) — французский писатель. Лауреат Гонкуровской премии, член Французской академии. Настоящее имя — Эрик Арну (фр. Erik Arnoult).

## Биография
Эрик Арну родился в Париже в 1947 году. Его детство не было безоблачным: родители Эрика не ладили друг с другом, и атмосфера в семье угнетала ребёнка. Его единственным другом был младший брат, с которым он разделял рано развившуюся страсть к чтению.
Орсенна изучал экономику в парижском Институте политических исследований, философию в Сорбонне и математику в Лондонской школе экономики и политических наук. Вернувшись во Францию, он публикует свой первый роман «Loyola’s blues» (1974) и защищает докторскую диссертацию. В это же время он выбирает себе псевдоним — Эрик Орсенна — по названию города из романа Жюльена Грака «Побережье Сирта».
На протяжении 11 лет Орсенна занимался исследовательской и преподавательской деятельностью в области экономики и финансов. Был советником по вопросам культуры в правительстве Миттерана. C 1985 года — член Государственного совета Франции. В 1998 году Эрик Орсенна был избран членом Французской академии. Он также является членом таких государственных и общественных организаций, как Международный центр моря в Рошфоре (председатель), международная ассоциация FARM, занимающаяся развитием сельского хозяйства в бедных странах (вице-председатель), компания Garbios, специализирующаяся на так называемой зелёной химии (член совета директоров), и ряда других.
Параллельно с государственной и общественной деятельностью Орсенна не перестаёт заниматься писательством. В его произведениях отражается широкий круг его интересов, в числе которых путешествия (Орсенна посетил около 80 стран), море, музыка и французский язык. Этот круг постоянно расширяется, так как Орсенна, по его собственному признанию, всю жизнь испытывал острую и неутолимую жажду новых знаний. Так, в возрасте 55 лет он обнаружил, что совершенно не разбирается в естественных науках, и решил наверстать упущенное. В 2005 году вышла его книга «Portrait du Gulf Stream», в которой он доступным языком рассказывает о том, как формируются течения и каким образом они влияют на жизнь на нашей планете. Лауреат многочисленных литературных премий и видный государственный деятель, он не останавливается на достигнутом.

## Творчество
Эрик Орсенна начал писать в десятилетнем возрасте под влиянием комиксов (в первую очередь о Тинтине) и романов Дюма. По его собственным словам, его первый опубликованный роман, «Loyola’s blues» (автобиографическое повествование о жизни мальчика в иезуитском коллеже), на самом деле тринадцатый, но все предыдущие он никогда никому не показывал. Более того, одиннадцать из них он выбросил, после того как прочёл «Жестяной барабан» Гюнтера Грасса и «Сто лет одиночества» Маркеса, которые произвели на него огромное впечатление.
Второй роман — «La Vie comme à Lausanne» — был благожелательно принят критиками и получил премию Роже Нимье. Сам Орсенна особо радовался признанию среди коллег-писателей, среди которых с тех пор у него появились многочисленные друзья и знакомые.
Начиная с 70-х годов, Орсенна публиковал, в среднем, по одной книге в год. В 1988 году он получил Гонкуровскую премию за свой роман «Колониальная выставка» («L’exposition coloniale»). Его творчество отличается жанровым разнообразием: романы, эссе, научно-популярные произведения, детская литература. Влюблённый в родной язык, Орсенна всегда мечтал приобщить к его богатствам подрастающие поколения и написал для юных французов серию книг (La grammaire est une chanson douce и др.), герои которых совершают самое настоящее путешествие по стране языка. Для Эрика Орсенна французский язык — «друг, сообщник и спаситель», «самое прекрасное из сокровищ, созданное сообща за двенадцать столетий».
Орсенна пишет ежедневно с шести до девяти утра. Раннее утро он воспринимает как продолжение ночи, поэтому писательство для него — продолжение сновидений.

### На русском языке
- Эрик Орсенна. Долгое безумие = Longtemps. — Москва: АСТ, 2006. — 384 p.
- Эрик Орсенна. Два лета // Иностранная литература. — 1999. — № 12.
- Эрик Орсенна. Грамматика — тихая песня // Иностранная литература. — 2022. — № 9.